# Бен-Ціон Дінур
Бен-Ціон Дінур або Дінор (*2 січня 1884, Хорол, Полтавська губернія, Російська імперія — †8 липня 1973, Єрусалим) — сіоністський сподвижник, педагог, історик та політик, депутат Кнесету першого скликання.

## Життєпис
Бен-Ціон народився у 1884 році в місті Хорол[джерело?], на той час у складі Полтавської губернії Російської імперії, зараз Україна. Навчався в єшиві Тельша в Литві під керівництвом Шимона Шкопа, а потім в єшиві Слободка. В 1900 році у Вільнюсі отримав звання рабина. З 1902 по 1911 роки брав активну участь в сіоністському русі, через що був ненадовго заарештований. В 1910 році одружився з Більгою Фейнгольд, вчителькою, що працювала з ним у Полтаві. В 1911—1913 роках навчався в Берлінському університеті, а наступні два роки — в Бернському університеті, де захистив магістерську дисертацію про історію Палестини часів Римської імперії. З початком Першої світової війни Дінур повернувся до Російської імперії та навчався в Петроградському університеті, проте через Жовтневу революцію не отримав кандидатського ступеня. З 1920 по 1921 роки викладав в Одеському університеті.
В 1921 році емігрував до Палестини, та з 1923 по 1948 роки працював вчителем, а пізніше головою Єврейського коледжу для вчителів в Єрусалимі. В 1936 році почав викладати єврейську історію в Єврейському університеті та в 1948 році став його професором. Пішов на пенсію з професорської посади в 1952 році.
Після утворення держави Ізраїль, був обраний до першого складу Кнесету від партії Мапай та працював міністром освіти і культури в урядах з третього по шостий (1952 — 1955 роки). В 1953 році його зусиллями був прийнятий новий закон про державну освіту. З 1953 по 1959 роки був президентом Яд-Вашему.
Бен-Ціон Дінур двічі отримав Премію Ізраїлю, яку сам заснував: в 1958 році за дослідження з єврейської історії та в 1973 році за роботу в галузі освіти.

## Ресурси Інтернету
- Ben-Zion Dinor [Архівовано 17 жовтня 2013 у Wayback Machine.] Knesset website (англ.)
- Mapai Leader Benzion Dinur (Dinaburg) Comments on the Sinking of the Struma. Jewish Virtual Library. 16 березня 1942. Архів оригіналу за 29 червня 2013. Процитовано 17 лютого 2008. (англ.)